# Gefleckte Doppelschleiche
Die Gefleckte Doppelschleiche (Amphisbaena fuliginosa), auch bekannt als die Schwarz-Weiß-Wurmeidechse, gesprenkelte Wurmeidechse oder gefleckte Wurmeidechse, ist eine Art der Doppelschleichen in der Gattung Amphisbaena. Diese Art kann wegen ihres charakteristischen weißen und schwarzen Mosaikmusters meist leicht von anderen Arten unterschieden werden. 

## Aussehen
Die Gefleckte Doppelschleiche besitzt einen schlangenähnlichen, muskulösen Körper mit zylindrischem Querschnitt, sie erreicht etwa 30 bis 70 Zentimeter Körperlänge. Der Kopf ist innerhalb der Gattung relativ groß mit einer vorn abgerundeten, etwas angeschwollenen Schnauzenregion. Die Augen sind, wie typisch für die Gattung, rudimentär und von einer durchsichtigen Schuppe bedeckt. Am Kopf ist die Rostrale von mäßiger Größe, die Nasalia sind auffallend groß und berühren die zweiten Supralabialia. Der Körper und der Schwanz sind durch die Beschuppung in deutliche, auffallende Ringel (Annuli) gegliedert, deren Zahl je nach Unterart etwas differiert. Bei der Nominatform sind es 192 bis 218 Rumpf-Annuli und 24 bis 29 am Schwanz. Wie bei vielen Echsen kann der Schwanz an einer vorgebildeten Bruchlinie abgeworfen werden (Autotomie), diese liegt bei der Art am fünften bis achten Annulus des Schwanzes. Die Zahl der Präanalporen beträgt sechs bis zehn, und damit mehr als bei den meisten anderen Arten der Gattung, die nur vier aufweisen.
Die Art weist eine, je nach Unterart etwas verschiedene, charakteristische Zeichnung auf, die immer aus einem dunklen Fleckenmuster auf hellem Untergrund besteht. Die Grundfärbung variiert dabei von gelblich weiß über rosa bis purpurrot, die Fleckung von schwarz bis relativ hell, nur wenig dunkler als die Grundfarbe.

## Verbreitung
Die Gefleckte Doppelschleiche lebt ausschließlich im tropischen Südamerika und in der Karibik, in Venezuela, Guyana, Suriname, Französisch-Guayana, Trinidad, Brasilien und Peru. Dort bewohnt sie meistens die Amazonas-Waldgebiete.

## Lebensweise und Ernährung
A. fuliginosa ist eine nachtaktive, grabende Art, welche die meiste Zeit unter der Erde verbringt.
Gefleckte Doppelschleichen haben wie alle Arten der Gattung Amphisbaena keine besondere Grabtechnik, sondern drängen die Erde lediglich mit Stößen des abgerundeten Kopfes zur Seite.
Die Gefleckte Doppelschleiche ernährt sich von fast allen Wirbellosen oder Insekten, die sie finden kann. Wenn sie ihre Beute findet, benutzt sie ihre starken Kiefer, um sie zu fangen und zu töten.

## Fortpflanzung
Die Reproduktion dieser Art ist ovipar.

## Unterarten
Es gibt fünf Unterarten, die teilweise auch als eigene Arten aufgefasst werden:
- Amphisbaena fuliginosa amazonica Vanzolini, 1951. Grundfarbe gelblich, mit klar abgesetzter schwarzer Fleckenzeichnung, der Kopf nahezu immer ungefleckt. Amazonien, östlich der Mündung des Rio Negro.
- Amphisbaena fuliginosa bassleri Vanzolini, 1951. Grundfarbe weißlichgelb, mit dorsaler dunkler Querfleckung, Bauch ungefleckt. In der Region des Amazonas-Oberlaufs in Ecuador und Peru, im Tal des Río Ucayali.
- Amphisbaena fuliginosa fuliginosa Linnaeus, 1758. Grundfarbe weißlichgelb, deutlich abgesetzt dunkel gefleckt, Bauchregion schwächer gefleckt. Auch die Kopfoberseite mit Flecken. Guianas, bis Karibik.
- Amphisbaena fuliginosa varia Laurenti, 1768. Grundfarbe schmutzigrosa, sehr dichte, aber relativ kontrastarme Fleckung, die manchmal die Grundfarbe fast verdeckt, überall gleich dicht. Panama, nach Süden in den Anden Kolumbiens, auch im benachbarten Ecuador und Venezuela.
- Amphisbaena fuliginosa wiedi Vanzolini, 1951. Grundfarbe purpurn, Rücken dicht, Bauch spärlicher gefleckt, Schwanz oft geringelt. Brasilien südlich des Amazonas, etwa bis zum Oberlauf des Rio Tocantins. Sehr selten auch im Cerrado.[5]

## Phylogenie
Nach neueren phylogenomischen Erkenntnissen war die Gattung Amphisbaena, im traditionellen Sinne, paraphyletisch. Die bisherigen Gattungen Bronia und Cercolophia, aber auch die morphologisch stärker differierenden Anops und Aulura mussten den Ergebnissen zufolge in Amphisbaena einbezogen werden. Schwesterart von Amphisbaena fuliginosa war der Analyse zufolge Amphisbaena (früher Bronia) brasiliana.

## Etymologie
Der wissenschaftliche Artname dieser Art ist das lateinische Adjektiv fuliginosa (im Nominativ Singular Femininum), was sich mit „voll Ruß“ oder „berußt“ übersetzen lässt. Dies bezieht sich wie auch der deutsche Name auf die gefleckte schwarz-weiße Färbung.